# 小鬚膜首鱈
小鬚膜首鱈，為輻鰭魚綱鱈形目鼠尾鱈科的其中一種，分布於中西太平洋菲律賓海域，屬深海底棲性魚類，深度可達695公尺，棲息在底層水域，生活習性不明。

## 扩展阅读
維基物種上的相關：小鬚膜首鱈